# Sunthorn Phu
Sunthorn Phu (en thaï สุนทร ภู่, né le 26 juin 1786, mort en 1855), est l'un des poètes thaïlandais les plus connus,.

## Biographie
Sunthorn Phu naît en juin 1786, soit dix-neuf ans après le sac d'Ayuthaya par les birmans (1767) et quatre ans après que Bangkok soit choisie comme capitale du royaume de Siam (1782). Certains biographes pensent qu'il est né à Thonburi, dans le quartier de Bangkok Noi, d'autres supposent qu'il est né à Ban Kram, dans la province de Rayong.
En 1922, le Prince Damrong Rajanubhab donne un portrait stéréotypé de Sunthorn Phu : le poète est alors perçu comme un débauché alcoolique, aimant les femmes et lyrique. Sa biographie est bien sûr loin de ce cliché réducteur.

### Une enfance heureuse et studieuse
Le père de Suthorn Phu se sépare de sa femme quelques années après sa naissance et retourne dans son village natal à Ban Kram pour y devenir bonze ; Sa mère se remarie et devient nourrice pour une princesse. Et pourtant Suthorn Phu reste très attaché à ses deux parents.
Suthorn Phu est élevé par sa mère dans le luxe de la cour royale de Rama Ier, entouré de l'élite intellectuelle de l'époque, c'est-à-dire principalement les bonzes du palais royal. Jusqu'en 1802 environ, il étudie entre autres l'arithmétique, la morale bouddhique ainsi que la lecture et l'écriture siamoise dans l'un des meilleurs temples de l'époque, le Vat Shipakhao (ou Wat Srisudaram).

### Adolescent et jeune homme, la liaison amoureuse tumultueuse avec Chan
Vers 1805 (sans doute même vers 1803), Suthorn Phu, alors âgé de dix-sept, dix-huit ou dix-neuf ans, rencontre la belle Chan, une des servantes du frère du roi. Très vite ils entretiennent ensemble une liaison amoureuse qui est vite découverte. A cette époque, toucher à une femme appartenant au roi ou à un prince, c'est un crime : le coupable est condamné à des châtiments corporels, à la prison et parfois à la mort. Fin 1805, Suthorn Phu est arrêté puis enfermé dans les geôles royales mais il n'y demeure heureusement que six mois environ (juin 1806 ?), libéré sans doute à la suite d'une demande de grâce de son père devenu supérieur d'un wat, temple bouddhiste.
Très reconnaissant à son père, il décide de faire un voyage vers le village de son père, Muang Klaeng. Cette aventure lui sert de trame pour l'écriture de son premier nirat, le Nirat Muang Klaeng.
De retour à Bangkok vers septembre 1806, il peut se marier avec Chan. C'est alors un jeune homme de vingt ans. Ils ont probablement ensemble un enfant nommé Phat. Mais c'est un amour orageux : vers 1807 ou 1808, le couple se sépare, probablement en raison de l'absence de confort matériel, du caractère entreprenant de Sunthorn Phu envers la gent féminine (on lui suppose dans sa vie près d'une quinzaine de conquêtes) et de la jalousie de Chan. Chan quitte alors son mari, épouse un homme plus fortuné et meurt probablement bien plus tard en 1842.
En 1807, Suthorn Phu réalise un second voyage en tant que page du prince Pathomwong : il va en pèlerinage voir l'empreinte du Pied de Bouddha à Saraburi ; de cette expérience, il écrira son deuxième nirat. 
C'est à cette époque qu'il commence à s'adonner à la boisson. Il quitte sa fonction de page et décide d'aller vivre à Phetburi où il bénéficie de la protection d'un mandarin, Khun Pheng et d'une concubine, Dame Bunnak. Il y réside alors cinq ans, de 1808 à 1813, et il exerce entre autres le métier de précepteur.

### Le retour à la cour du roi
En 1813, il quitte Phetburi et retourne à Bangkok. Depuis 1809, Rama II, fin lettré et poète, est le roi du royaume du Siam.
Très vite, Rama II remarque le talent de Sunthorn Phu. Vers 1817, il est engagé comme secrétaire royal à la cour et est un des responsables de la correspondance du monarque. Sa majesté le comble de faveurs, lui offrant des présents, un terrain à construire et une maison et surtout lui décerne vers 1820 le titre de Khun Suntorn Woharn. Il devient poète-conseiller favori du roi mais cela suscite très vite la jalousie des autres courtisans de la cour.

### Le second mariage de Sunthorn Phu
En 1820, à 34 ans, Sunthorn Phu se marie avec Nim et ils ont ensemble un fils nommé Tap. Ils ne vivront que quatre ans ensemble, jusqu'à la mort de Rama II et l'avènement de son successeur au trône Rama III. Nim mourra jeune, une dizaine d'années après son mariage, vers 1831.
Le prince Damrong rapporte dans sa biographie consacré au poète que, un jour, vers 1821 ou 1822, Sunthorn Phu, sous l'emprise de la boisson, se dispute avec sa mère et blesse grièvement un parent assistant à la scène ; ce dernier porte alors plainte auprès du roi, qui, après enquête, décide d'incarcérer le poète pour "coups et blessures" et "état d’ébriété avancée". C'est la seconde condamnation à la prison de Sunthorn Phu : il reste enfermé dans les geôles royales peut-être un an et, durant sa détention, il commence à composer son chef-d’œuvre Phra Aphai Mani, une très longue histoire fantastique de forme poétique qu'il mettra finalement 22 ans à écrire.
En 1822, le roi Rama II, attaché au poète, ordonne finalement sa libération. Il lui confie même l'éducation d'un de ses fils, Aporn : ce fait montre que Suthorn Phu est sous bien des aspects loin du cliché du débauché alcoolique dépeint pour le prince Damrong.

### Bonze
En 1824, Rama III devient roi du Siam. Rama III n'apprécie pas Sunthorn Phu, son tempérament railleur, ses ivresses à répétitions et son côté volage. C'est pourquoi ce nouveau roi le destitue de ses biens, son terrain, sa maison... et aussi de ses privilèges d'homme de cours. Sans abri, sans protecteur, sans fortune... une seule solution s'offre à Sunthorn Phu : entrer en religion et devenir bonze. Il a trente-huit ans.
De 1824 à 1827, c'est un bonze voyageur qui va dans presque toutes les grandes villes de la région centrale du royaume : Phetburi (de nouveau), Ratburi, Kanchanaburi, Suphanburi et Phitsanulok ...
Il dépeint dans ses écrits les épisodes qui l'ont marqué, en particulier les dangers auxquels soit faire face le voyageur (brigandage, perte de son chemin, animaux féroces ...) ; la culture de l'époque (musique et théâtre, sport de combat...) ; et aussi description des villes visitées, de la faune et la flore, des us et coutumes etc.
En 1827, il est malade et fatigué de ses tribulations donc il retourne à Bangkok et se fixe temporairement au temple Rajahurana puis, en 1828, il décide de quitter ce lieu "tourmenté par des hommes mauvais" et décide de faire un pèlerinage au stûpa de la montagne dorée (Chedi Phukhao Thong) à Ayutthaya. C'est la source d'inspiration de son nouveau nirat, le Nirat Phukhaothong.
En 1829, il est contacté par la princesse Kunthonthipphayawadi, mère du prince Aphorn, un de ses anciens élèves, pour devenir le précepteur des princes Klang et Pui, frères du prince Aphorn. Il obtient à cette époque le soutien de trois bienfaiteurs : le prince Lakhanunukhun, un des fils de Rama III féru de poésie ; le prince Paramanuchit, poète et supérieur de Wat Pho ; et la princesse Vilas, une des filles de Rama III.

### Retour à la vie laïque
En 1842, à l'âge de 56 ans, après avoir été bonze pendant 18 ans, Suthorn Phu quitte la robe de safran.
Sa réputation sulfureuse s'est estompée dans les milieux de la cour, il s'est considérablement assagi et un puissant groupe de lettrés dirigé par la princesse Absorn Sudathep et le prince Isaetrangsam, un des fils de Rama II, loue ses qualités de poète.

Il meurt en 1855 à l'âge de soixante-neuf ans. 

## Œuvres
Beaucoup de manuscrits ont été perdus et d'autres restent à découvrir. 
Les titres publiés sont :

### Cinq contes
- Kho Bout (ou Khobut) (โค บุตร) (1806), sa première œuvre littéraire et son premier conte versifié.
- Laksanawong (ลักษณวงศ์) (entre 1807 et 1809).
- Singha Traipop (สิงห ไกรภพ).
- Haap Pra Chai Suriya (พระ ไชย สุริยา) (entre 1840 et 1842).
- Phra Aphai Mani[6] (พระ อภัย มณี) (commencé en 1822 et terminé en 1844), considéré généralement comme son chef-d’œuvre, un grand récit fantastique à l'immense popularité[7], épopée comptant plus de 30 000 vers. Phra Aphai Mani faisait jusqu'à la fin des années 1970 encore partie du cursus scolaire national[8].

### Neuf nirat
Le nirat ou poème de séparation est un récit de voyage dont traditionnellement les héros sont des princes et des princesses qui vivent des événements extraordinaires et surnaturels mais l'essentiel est le désir amoureux de l'absent.
- Nirat Muang Klaeng (นิราศ เมือง แกลง) (1807), raconte ses tribulations vers le village de son père Muang Klaeng où il tomba gravement malade (crise de paludisme, fatigue, carences alimentaires ...)
- Nirat Phra Bat (นิราศ พระ บาท) (1807), relate son voyage et pèlerinage, en tant que page du prince Pathomvong, à l'empreinte du Pied du Bouddha à Saraburi.
- Nirat Phukaothong (นิราศ ภูเขา ทอง) (1828), recueil de poèmes sur son voyage et pèlerinage au stûpa de la montagne dorée (Chedi Phukhao Thong) à Ayuthaya. Ce nirat a la particularité que le poète remplace le personnage traditionnel de la femme aimée par le roi vénéré Rama II.
- Nirat Muang Phet (ou Nirat Muang Pet Buri) (นิราศ เมือง เพชร) (1831)
- Nirat Vat Chao Fa (ou Nirat Wat Chao Fa) (นิราศ วัด เจ้า ฟ้า) (1832 ou 1834 ; paternité non avérée à cent pour cent).
- Nirat Suphan (นิราศ สุพรรณ) (1841), recueil de poèmes relatant un voyage dans la province de Suphanburi. Ce nirat à la particularité étonnante et amusante, au contraire des nirat traditionnels, de présenter les traditions, croyances et manières de vivre de la campagne.
- Nirat Phra Phratom (นิราศ พระ ประธม) (1842)
- Ramphan Pilaap (รำพัน พิลาป) (Plaintes continues[9],[10]) (1842)
- Nirat Inao (นิราศ อิเหนา) (entre 1845 et 1851 ; paternité non avérée à cent pour cent)

### Trois poèmes contenant des maximes
- Suposit Sorn Ying (สุภาษิต สอน หญิง)(entre 1807 et 1819), petits poèmes didactiques dans un recueil collectif.
- Pleng Yao Thawaay O-Waat (เพลง ยาว ถวาย โอวาท), inspiré au poète par des expériences de sa propre vie, œuvre qui donne une ligne de conduite aux grands seigneurs qui auront des fonctions importantes à remplir.
- Sawatdi Raksa (สวัสดิ รักษา).

### Une pièce de théâtre
- A-phai Nouraat (อภัย นุราช) (paternité non avérée à cent pour cent)

### Deux drames lyriques
- Sepha Khun Chang, Khun Phen (Khoun Chang, Khoun Paeen) (ขุน ช้าง ขุน แผน), un recueil collectif écrit à l'époque de Rama II ; seul l'unique passage "La naissance de Phlai Gam" (ตอน กำเนิด พลายงาม) aurait été écrit par Sunthorn Phu.
- Sepha Ruang Pra Rachapongsawadarn (เสภา พระ ราชพงศาวดาร).

### Quatre berceuses
- Hé Ruang Chap Rabame (เห่ เรื่อง จับ ระบำ).
- Hé Ruang Kaki (เห่ เรื่อง กากี).
- Hé Ruang Pra A-phai Mani (เห่ เรื่อง พระ อภัยมณี).
- Hé Ruang Kho Bout (เห่ เรื่อง โค บุตร).

## Postérité

### Reconnaissance littéraire

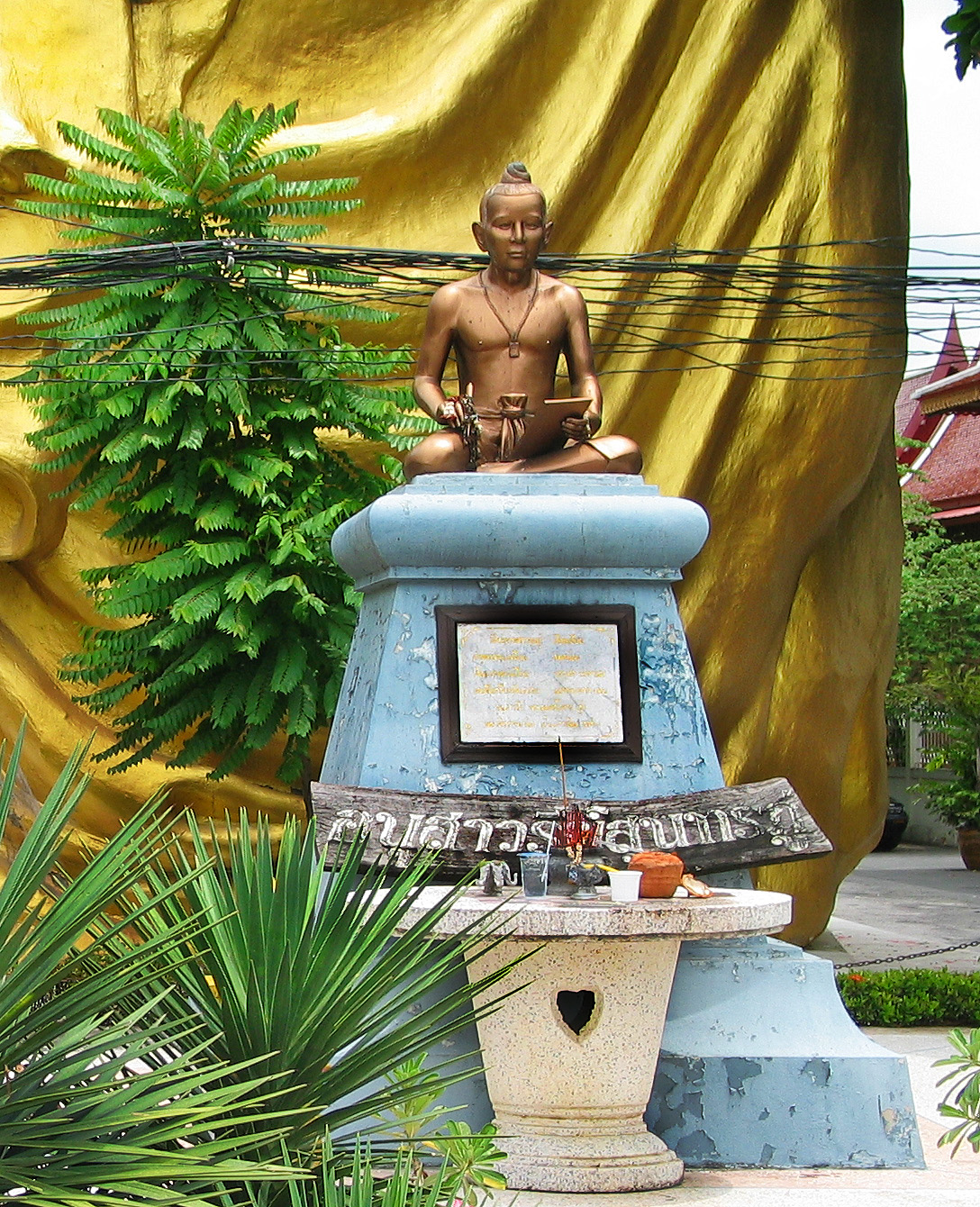
Monument de Sunthorn Phu au Wat Sri Sudaram (Bangkok)

Il existe un Musée Sunthorn Phu à Bangkok (Wat Thepthidaram, près de Mahachai Road). 
Il existe un Sunthon Phu Memorial Park à Ban Kram, dans l'amphoe de Klaeng (Province de Rayong), où, en 1986, l'UNESCO a établi une journée annuelle de célébration de la naissance du poète chaque 26 juin. 
Les œuvres de Sunthorn Phu figurent parmi les classiques représentatifs des littératures nationales traduits à l'initiative de l'UNESCO.

### Adaptations

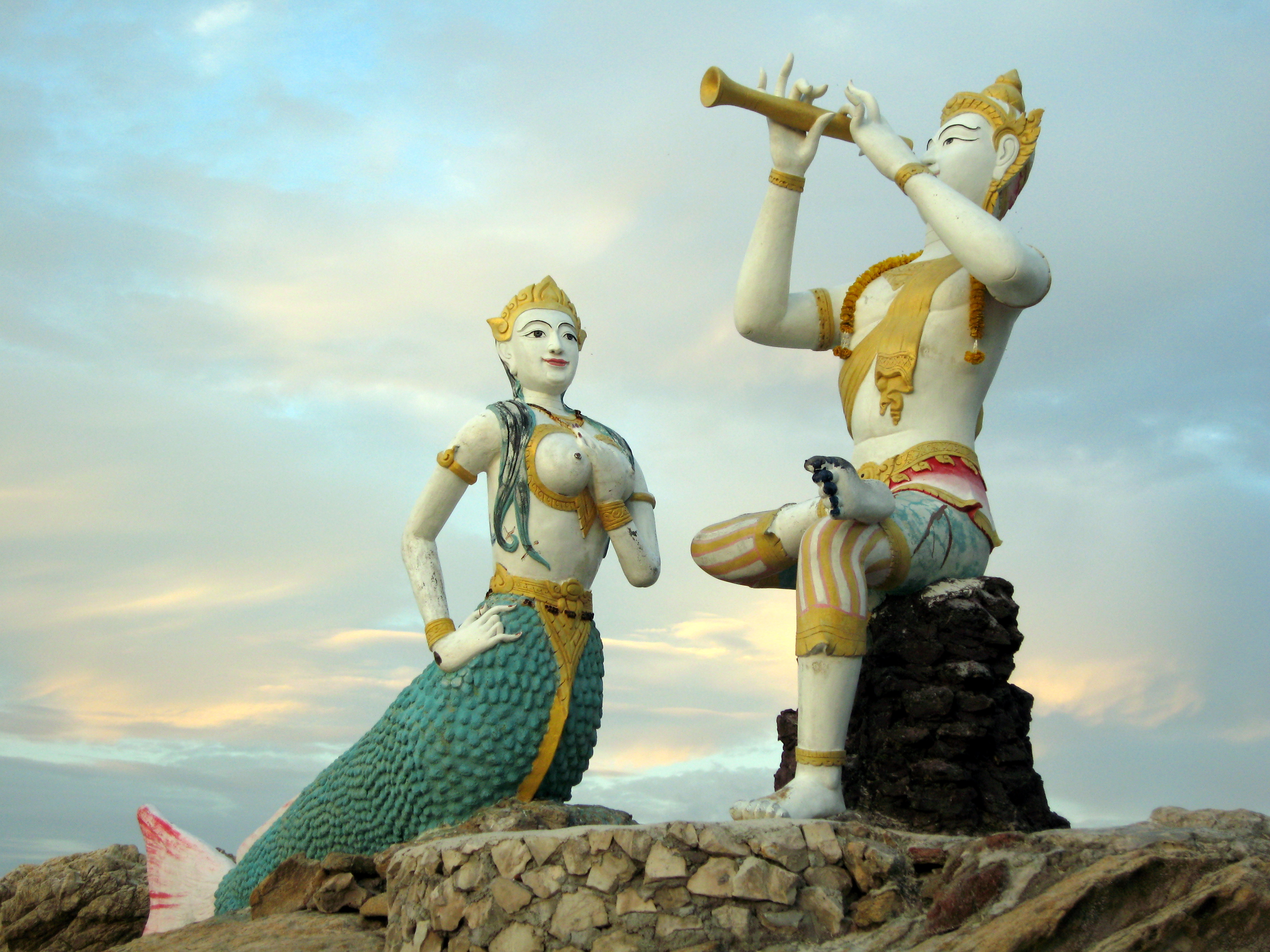
Statues de la Sirène et de Phra Aphai Mani, île de Ko Samet, Thaïlande

Le Phra Aphai Mani a été adapté à plusieurs reprises au cinéma en Thaïlande. 
Il sert de sujet à Sudsakorn, le premier long métrage d'animation sur celluloïd conçu dans le pays, qui est réalisé par Payut Ngaokrachang. Ce dessin animé sort sur les écrans en 1979. 
Une autre adaptation, cette fois sous la forme d'un film en prises de vue réelles, Legend of Sudsakorn, réalisé par Kaisorn Buranasing, sort en 2006.
La légende de Khoun Chang Khoun Phaeen a en particulier été illustrée par Hem Vejakorn et  a été adaptée au cinéma en 2002 par  Tanit Jitnukul sous le titre de Kunpan: Legend of the Warlord.

### Éditions des œuvres de Sunthorn Phu
- (en) Sunthorn Phu, An Anthology, traduit du thaï vers l'anglais par Montri Umavijani, Office of National Culture Commission - UNESCO, Bangkok, 1990.

### Études savantes
- Frédéric Maurel, Clefs pour Sunthorn Phu, Paris, L'Harmattan, 2001.